# Frejlif Olsen
Frejlif Møller Olsen (9. februar 1868 i Kongens Lyngby – 5. juni 1936 i København) var en dansk journalist og chefredaktør af Ekstra Bladet.

## Opvækst og uddannelse
Frejlif Olsen blev født i Kongens Lyngby i en stor børneflok. Han var den ældste i et tvillingepar (broderen hed Adolf), og faderen Jeppe Olsen (1825-1900) og moderen (født Cavling) havde allerede ti år før fået storebroderen, den senere kendte journalist Henrik Cavling. Forældrene fik 12 børn, hvoraf de fire døde som spæde. Navnet "Frejlif" kom sig af en stavefejl i kirkebogen. Degnen var ordblind, og forældrene havde ønsket at kalde sønnen "Friedlif". Faderen var teglværksarbejder og var som moderen fra Sverige. De var begge analfabeter (moderen lærte dog at skrive i 50-års alderen), men sørgede for at børnene kom i skole.
Henrik Cavling gik på Blågård Seminarium, men skrev samtidig bidrag til forskellige blade. Frejlif var blevet inspireret dem og skrev sin første artikel som 12-årig. Den blev trykt i Lyngby Avis og omhandlede en planlagt hundeskat.
Frejlif gik på Blågård Seminarium, men droppede tidligt ud og kom i lære på et mejeri på Lolland. Også det afbrød han tidligt og flyttede tilbage til forældrene. Han skrev revolutionære digte og blev på grund af dem kortvarigt (1884) ansat ved Aarhus-avisen Demokraten. Derefter var han i fire år typograflærling på et trykkeri i Gothersgade i København. Hans oplevelser som fattig lærling skabte kimen til hans sympati med underklassen og forargelse over forholdene, de blev udsat for.

## Karriere som journalist
I 1888-1889 tog han til Tyskland for sine spareskillinger og håbede at kunne leve af at skrive rejseartikler til danske blade. Men han fik kun få af sine bidrag trykt. I 1889 fik han arbejde på Kjøbenhavns Børstidende redigeret af Ernst Brandes. Her var de senere kendte forfattere Henrik Pontoppidan og Johannes Jørgensen ansat. Ernst Brandes begik selvmord i 1892, og bladet måtte lukke. Chefredaktørens bror Edvard Brandes hjalp Frejlif Olsen til at blive ansat som rigsdagsreferent på Politiken, hvor Edvard var redaktør sammen med Viggo Hørup.
Frejlif Olsen lagde ikke fingrene imellem i sine reportager fra Rigsdagen, og han blev bl.a. forvist fra presselogen, fordi han havde gjort grin med politikerne. Venstre-folketingsmanden betegnede ham som "referentlogens onde ånd", og fra da af underskrev Olsen sine rigsdagsindlæg med "Den Onde Ånd".

## Ekstra Bladet
I 1904 begyndte Politikens Ekstra-Blad at udkomme, og Frejlif Olsen blev ansat som chefredaktør. Bladet blev snart til Ekstra Bladet, og Frejlif forstod at gøre bladet populært med sin frejdige og direkte stil. Først var avisen kun på fire sider, og Frejlif skrev de fleste. Efterhånden fik Frejlif Olsen knyttet et par medarbejdere til bladet: Paul Sarauw som varieté-anmelder og Julius Magnussen, som skrev i alle genrer. Selv fortsatte Olsen med at skrive 4-500 linjer i avisen dagligt lige til sin død, ofte underskrevet "Mefisto". Han skrev også aforismer til de faste indslag "Dagens Tegning" og "Mennesker", illustreret af Eigil Petersen og Axel Nygaard. Det var også Frejlif Olsen der ansatte humoristen Storm P. til at illustrere og tegne tegneserier til den farvelagte søndagsudgave, som udkom fra 1906.
Ved 1. verdenskrigs udbrud i 1914 skrev Frejlif Olsen hånende om det danske militær og især om de danske officerer, og sagen var så alvorlig at den blev drøftet i regeringen, hvor bl.a. Carl Theodor Zahle og Erik Scavenius ønskede ham fjernet fra redaktørposten. Frejlif Olsen slap dog med en opsang fra forsvarsminister P. Munch. Allerede i 1915 var Frejlif igen ude med riven. Det var i anledning af stiftsprovst ved Vor Frue Kirke kgl. konfessionarius Peter Jakob Paullis begravelse. Frejlif Olsen kritiserede stiftsprovstens virke og embeder og påstod, at Paulli udelukkende havde virket for at få titler, høj gage og være "en pryd ved middagselskaberne". Han kritiserede også Paullis efterfølger og præstestanden som helhed, og kaldte dem "fløjlsmaver". Det gik galt for Frejlif Olsen, da han rettede sit angreb mod biskop over Sjællands Stift Harald Ostenfeld. Han beskyldte i en ledende artikel "Moralen" biskoppen for at lyve. Det kunne biskoppen ikke lade sidde på sig og anlagde sag mod Frejlif Olsen. Frejlif Olsen kunne ikke bevise at biskoppen havde løjet og blev derfor idømt fire måneders simpelt fængsel for vanærende udsagn. Han var fængslet fra oktober 1917 til februar 1918. Frejlif Olsen blev i fængslet forbudt at skrive artikler og skrev i stedet en fængselsdagbog - og adskillige breve om dagen. Dagbogen blev udgivet af venner i en privatudgave på 300 eksemplarer. Efter løsladelsen fortsatte Frejlif Olsen sine kritiske skriverier uden at vise mindste tegn på, at sagen havde kuet ham.
I begyndelsen af 1920'erne begyndte oplagstallet at falde på Ekstra Bladet, og Henrik Cavlings søn, Frejlif Olsens nevø, blev ansat af bestyrelsen af Politiken som medredaktør af Ekstra Bladet. Hverken Frejlif Olsen eller de andre medarbejdere var begejstrede for det. Cavling fik da også ryddet ud i medarbejderstaben og ansat en mængde nye bl.a. Poul Henningsen, Otto Gelsted, Svend Borberg, Paul la Cour og Emil Bønnelycke. Desuden blev layoutet af avisen drastisk ændret, og nye faste indlæg blev introduceret. Det gav bladet nyt liv, og Frejlif Olsen måtte anerkende at tiderne havde forandret sig.

## Sidste tid og familieforhold
Frejlif blev dog ved med at skrive sine skarpe ledere, men efterhånden skrantede han. Frejlif Olsen havde i flere omgange været indlagt til strålebehandling på Finsens Institut. Han fortsatte dog med at skrive. Da han ikke længere kunne tale skrev han beskeder på en tavle, som hans kone i telefonen læste op for redaktionen. Grundlovsdag 1936 døde han.
Den 21. december 1895 blev han gift med Harriet Johanne Frederikke Abrahams født d. 5. oktober 1871 i København, død 17. april 1914 sammesteds. Gift anden gang 4. januar 1927 i Skovshoved med Ellen Carlsen, født 12. januar 1881 i Hjørring, død 25. november 1963 i Fredensborg, datter af redaktør Vilhelm Carlsen (1850-1914) og Caroline Lautherborn (1855-1926).
Han udgav i 1922 bogen En kjøbenhavnsk journalist: indledning til min selvbiografi (2. udgave 1987), og i 1929 udkom aforismesamlingen Det menneskelige Menneske: en Samling Aforismer.
Han er begravet på Vestre Kirkegård.